# Mojca Kumerdej
Mojca Kumerdej, slovenska pisateljica, filozofinja in kritičarka, * 1964, Ljubljana.
Diplomirala je iz filozofije in sociologije kulture na Filozofski fakulteti v Ljubljani, poklicno pa deluje v kulturnem uredništvu časnika Delo, za katerega piše o sodobnem plesu, gledališču, performansu, filmu in književnosti.
Njen prvi roman Krst nad Triglavom (2001) je humorna in ironična parodija Prešernovega epa Krst pri Savici. Kasneje je izdala še dve zbirki kratkih zgodb, za svoj drugi roman Kronosova žetev (2016) pa je leta 2017 prejela nagrado Prešernovega sklada. Njena dela so bila prevedena v več kot deset jezikov in objavljena v različnih domačih in tujih literarnih revijah ter antologijah. Poleg tega je dobitnica priznanja kristal Vilenice leta 2006, ki se podeljuje v sklopu Mednarodnega literarnega festivala Vilenica in Cankarjeve nagrade za leto 2023. Leta 2017 je dobila nagrado kritiško sito za Kronosovo žetev.

## Dela
- Krst nad Triglavom, Študentska založba, Ljubljana, 2001 (COBISS)
- Fragma, Študentska založba, Ljubljana, 2003 (COBISS)
- Temna snov, Študentska založba, Ljubljana, 2011 (COBISS)
- Kronosova žetev, Beletrina, Ljubljana, 2016 (COBISS)
- Gluha soba, Goga, Novo mesto, 2022 (COBISS)